# Öknebo landsfiskalsdistrikt
Öknebo landsfiskalsdistrikt var 1918–1964 ett landsfiskalsdistrikt i Stockholms län, bildat när Sveriges indelning i landsfiskalsdistrikt trädde i kraft den 1 januari 1918, enligt beslut den 7 september 1917. Den 1 januari 1965 avskaffades i Sverige samtliga landsfiskaler och landsfiskalsdistrikt, och deras arbetsuppgifter delades upp på de nyskapade indelningarna polisdistrikt, åklagardistrikt och kronofogdedistrikt.
Landsfiskalsdistriktet låg under länsstyrelsen i Stockholms län.

## Ingående områden
Den 1 januari 1946 (enligt beslut den 31 augusti 1945) inkorporerades Västertälje landskommun i Södertälje stad. När Sveriges nya indelning i landsfiskalsdistrikt trädde i kraft den 1 januari 1952 (enligt kungörelsen 1 juni 1951) ändrades distriktets omfattning. Den 1 januari 1960 (enligt kungörelse den 18 december 1959) tillfördes kommunerna Salem och Grödinge från Svartlösa landsfiskalsdistrikt. Den 1 januari 1963 inkorporerades Östertälje landskommun i Södertälje stad, och dess område uteslöts därmed ur landsfiskalsdistriktet.

### Från 1918
Öknebo härad:
- Turinge landskommun
- Tveta landskommun
- Vårdinge landskommun
- Västertälje landskommun
- Ytterjärna landskommun
- Östertälje landskommun
- Överjärna landskommun

### Från 1946
Öknebo härad:
- Turinge landskommun
- Tveta landskommun
- Vårdinge landskommun
- Ytterjärna landskommun
- Östertälje landskommun
- Överjärna landskommun

### Från 1 januari 1952
- Järna landskommun
- Turinge landskommun
- Östertälje landskommun

### Från 1 januari 1960
- Grödinge landskommun
- Järna landskommun
- Salems landskommun
- Turinge landskommun
- Östertälje landskommun

### Från 1 januari 1963
- Grödinge landskommun
- Järna landskommun
- Salems landskommun
- Turinge landskommun